# بیلی مون
بیلی مون (به انگلیسی: Billy Moon) بازیکن فوتبال زادهٔ ۲۷ ژوئن ۱۸۶۸ اهل کشور انگلستان بود که سابقهٔ بازی در تیم ملی فوتبال انگلستان را در کارنامهٔ خود دارد. وی در تاریخ ۴ فوریه ۱۸۸۸ نخستین بازی ملی خود را در مقابل تیم ملی فوتبال ولز انجام داد و با حضور در ۷ بازی ملی، در تاریخ ۴ آوریل ۱۸۹۱ واپسین بازی ملی‌اش را در برابر تیم ملی فوتبال اسکاتلند برگزار کرد.